# Dead Inside
"Dead Inside" é uma canção da banda inglesa de rock Muse. É o primeiro single oficial do sétimo álbum do grupo, intitulado Drones, sendo lançado em 23 de março de 2015.

## Contexto e descrição
Colocando a canção em perspectiva em relação ao disco, o líder da banda, Matthew Bellamy, afirmou: "é onde a história do álbum começa, onde o protagonista parte a esperança e se torna 'morto por dentro' ("Dead inside"), então fica vulnerável as forças da escuridão em 'Psycho' e isso se desenvolve nas canções seguintes, antes de terminar, revoltante, e sobrepujando as forças da escuridão no fim da história.
A revista Rolling Stone descreveu a canção como um "relacionamento de horror" que "articula o drama para o álbum 'Drones'". O artigo completa dizendo que o Muse "fez do fim tumultuoso de uma relação em uma canção funky pop em 'Dead Inside', a mais recente faixa do disco novo. O líder Matt Bellamy canta o refrão com seus companheiros de banda como versos chocantes até um verso de baixo, como se 'eu vi magia nos seus olhos/no lado de fora você está em chamas e viva, mas você está morta por dentro.'"

## Faixas
| CD single |               |         |  |
| N.º       | Título        | Duração |  |
| 1.        | "Dead Inside" | 4:23    |  |
| 2.        | "Psycho"      | 5:28    |  |

| Single promocional |                                 |         |  |
| N.º                | Título                          | Duração |  |
| 1.                 | "Dead Inside" (edição de rádio) | 3:50    |  |

## Videoclipe
A 3 de abril de 2015, Muse começou a mostrar pedaços do videoclipe que da música, através do Instagram do baterista do grupo, Dominic Howard. O clipe foi lançado oficialmente no dia 28 de abril, dirigido por Robert Hales e conta com a participação dos dançarinos Will B. Wingfield e Kathryn McCormick na coreografia feita por Tessandra Chavez.

## Tabelas musicais
| Paradas (2012)                               | Melhor posição |
| -------------------------------------------- | -------------- |
| Bélgica (Ultratop 50 Flandres)               | 28             |
| Bélgica (Ultratop 40 Valônia)                | 12             |
| Escócia (Official Charts Company)            | 43             |
| Finlândia (Suomen virallinen lista)          | 26             |
| França (SNEP)                                | 23             |
| Suíça (Schweizer Hitparade)                  | 53             |
| Reino Unido (UK Singles Chart)               | 71             |
| Estados Unidos (Billboard Rock Airplay)      | 1              |
| Estados Unidos (Billboard Rock Songs)        | 1              |
| Estados Unidos (Billboard Alternative Songs) | 13             |